# Brevipalpus cordiae
Brevipalpus cordiae är en spindeldjursart som beskrevs av De Leon 1961. Brevipalpus cordiae ingår i släktet Brevipalpus och familjen Tenuipalpidae. Inga underarter finns listade.